# Bāmer Kolā
Bāmer Kolā (persiska: بامر كلا) är en ort i Iran.   Den ligger i provinsen Mazandaran, i den norra delen av landet, 130 km nordost om huvudstaden Teheran. Bāmer Kolā ligger 5 meter över havet och antalet invånare är 366.
Terrängen runt Bāmer Kolā är platt. Runt Bāmer Kolā är det tätbefolkat, med 286 invånare per kvadratkilometer. Närmaste större samhälle är Āmol, 14,2 km sydväst om Bāmer Kolā. Trakten runt Bāmer Kolā består till största delen av jordbruksmark.